# Lacerta mostoufii
Espèce
Statut de conservation UICN

 DD  : Données insuffisantes
Lacerta mostoufii est une espèce de sauriens de la famille des Lacertidae.

## Répartition
Cette espèce est endémique d'Iran. Elle se rencontre dans le Dasht-e Lut.

## Publication originale
- Baloutch, 1976 : Une nouvelle espèce de Lacerta (Lacertilia, Lacertidae) de sud-est de l'Iran. Bulletin du Muséum national d'histoire naturelle, Paris, ser. 3, vol. 417, p. 1379-1384.